# Miles Davis at Carnegie Hall
Miles Davis at Carnegie Hall è un album dal vivo di Miles Davis pubblicato nel 1962 dalla Columbia Records.

## Tracce
Lato A
1. So What - (Miles Davis) - 12:04
2. Spring Is Here - (Lorenz Hart, Richard Rodgers) - 3:58
3. No Blues - (Miles Davis) - 10:55

Lato A
1. Oleo - (Sonny Rollins) - 7:23
2. Someday My Prince Will Come - (Frank Churchill, Larry Morey) - 2:43
3. The Meaning of the Blues / Lament / New Rhumba - (Bobby Troup, Leah Worth / J.J. Johnson / Ahmad Jamal) - 8:31

## Formazione
- Miles Davis - tromba
- Hank Mobley - sassofono tenore
- Wynton Kelly - pianoforte
- Paul Chambers - contrabbasso
- Jimmy Cobb - batteria
- Gil Evans Orchestra:
  - Gil Evans - arrangiamenti e direzione
  - Ernie Royal, Bernie Glow, Johnny Coles, Louis Mucci - tromba
  - Jimmy Knepper, Dick Hixon, Frank Rehak - trombone
  - Julius Watkins, Paul Ingrahan, Bob Swisshelm - corno francese
  - Bill Barber - tuba
  - Romeo Penque, Jerome Richardson, Eddie caine, Bob Tricarico, Danny Bank - legni e strumenti a ancia
  - Janet Putnam - arpa
  - Bobby Rosengarden - percussioni

## Edizioni
- 1962 – LP, Columbia Records CL 1812, versione mono
- 1962 – LP, Columbia Records CS 8612, versione stereo